# 沃克莱尔
沃克莱尔（法語：Vauclerc，法語發音：[voklɛʁ]）是法国马恩省的一个市镇，属于维特里勒弗朗索瓦区。

## 地理
沃克莱尔（48°42'31"N, 4°39'33"E）面积6.09 平方千米，位于法国大東部大區马恩省，该省份为法国东北部内陆省份，北起阿登省，西北接埃纳省，西南接塞纳-马恩省，南至奥布省，东南接上马恩省，东临默兹省。
与沃克莱尔接壤的市镇（或旧市镇、城区）包括：兰斯拉布吕莱、埃克里耶讷、法夫雷斯、吕克塞蒙和维洛特。

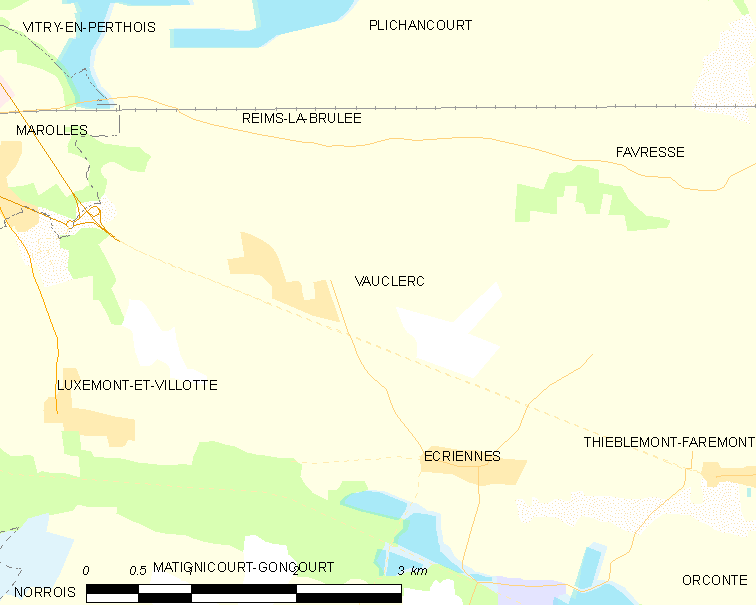
沃克莱尔的OSM定位图

沃克莱尔的时区为UTC+01:00、UTC+02:00（夏令时）。

## 行政
沃克莱尔的邮政编码为51300，INSEE市镇编码为51598。

## 政治
沃克莱尔所属的省级选区为塞迈兹莱班县。

## 人口

1962-2008年间沃克莱尔人口变化图示

沃克莱尔于2022年1月1日时的人口数量为498人。